# Parafia Przemienienia Pańskiego w Zawadach Kościelnych
Parafia pw. Przemienienia Pańskiego w Zawadach Kościelnych – rzymskokatolicka parafia należąca do dekanatu Kobylin, diecezji łomżyńskiej, metropolii białostockiej. Parafię prowadzą księża diecezjalni.
Parafia została erygowana w pierwszej połowie XV wieku. 

## Obszar parafii
W granicach parafii znajdują się miejscowości:

- Zawady Kościelne,
- Cibory-Chrzczony,
- Cibory Gałeckie,
- Cibory-Kołaczki,
- Cibory-Krupy,
- Cibory-Marki,
- Cibory-Witki,
- Góra Strękowa,
- Konopki-Klimki,
- Konopki-Pokrzywnica,
- Nowe Krzewo,
- Stare Krzewo,
- Łaś-Toczyłowo,
- Plebanki,
- Targonie-Krytuły,
- Targonie Wielkie,
- Targonie-Wity.